# Корабель Цюаньчжоу
Корабель Цюаньчжоу (кит.: 泉州湾古船) — китайська морська джонка XIII століття, яка затонула поблизу міста Цюаньчжоу в провінції Фуцзянь і була знайдена у 1973 році. Корабель Цюаньчжоу залишається однією з найважливіших морських археологічних знахідок у Китаї та є важливим речовим доказом техніки китайського суднобудування часів династії Сун та міжнародної морської торгівлі того періоду.

## Відкриття
Корабель Цюаньчжоу був відкритий у 1973 році і розкопаний китайськими археологами влітку 1974 року з під 2-3 метрового шару мулу в прибережній зоні затоки Цюаньчжоу. Розкопками керував місцевий археолог, професор історії Сяменьського університету Чжуан Вейцзі (庄为玑, 1909—1991).
Вважається, що в XIII столітті в цьому районі проходив судноплавний канал. Під час розквіту Цюаньчжоу як одного з головних морських портів Китаю ця територія відповідала стародавній гавані Хоучжоу (后渚港, Houzhougang).
Частини корабля, розташовані вище оригінальної ватерлінії, загинули, але нижні частини корпусу досить добре збереглися в мулі та воді.
Головною підставою датування судна є 504 мідні монети, знайдені всередині корабля. Сімдесят із них датуються династією Сун, а останні датуються 1272 роком. Виходячи з цього, археологи дійшли висновку, що корабель мав затонути протягом кількох років після 1272 року — тобто в останні роки правління династії Південна Сун (яка була захоплена монголами у 1279 році), або, можливо, вже в перші роки після монгольське завоювання Південного Китаю. Деякі археологи (Джон В. Чафі, Дженіс Старгардт) припускають, що особливі обставини затоплення корабля можуть свідчити про те, що судно було затоплено його власною командою після повернення до Цюаньчжоу з Південно-Східної Азії, коли екіпаж дізнався, що місто було захоплене монголи. Можливо, капітан навмисно вибрав для цього місце на мілководді, у захищеній воді. Жертв, очевидно, не було, оскільки на місці не було знайдено людських останків, але весь вантаж залишився на борту. Це може означати, що екіпаж мав намір повернутися на місце пізніше, щоб забрати цінний вантаж, але не зміг цього зробити через незалежні від них обставини.

## Опис
Згідно з дослідженням залишків корабля археологами, це був трищогловий корабель, початкова довжина якого становила 34,5 метри і ширина в міделі 9,8 м. Фактично збережена підводна частина становила 24 метри завдовжки, 9,15 м завширшки та 2 метри у висоту. Вважається, що це середній розмір для корабля, який використовувався для дальньої морської торгівлі того часу.
Корабель був розділений 12 перегородками на 13 відсіків.
Аналіз технологій, використаних під час будівництва корабля, свідчить про поєднання технологій і матеріалів, характерних як для узбережжя Китаю, так і для Південно-Східної Азії. Наприклад, шви між дошками обшивки корпусу були законопачені смолою, отриманою з дерев, відомою як чу-нам, яка була широко доступна, наприклад, у порту Сатінгпра, поблизу сучасного Сонгкхла на півдні Таїланду. Це може свідчити про існування постійних громад торговців Цюаньчжоу в таких портах, як Сатінгпра.

## Вантаж
На думку археологів, склад вантажу, знайденого на борту судна, свідчить про те, що це було торгове судно, яке поверталося в Цюаньчжоу з Південно-Східної Азії. Кількість монет, знайдених разом із затонулим кораблем (загалом 512, включаючи 505 мідних монет і 8 залізних монет), була досить невеликою порівняно з, наприклад, 29 тоннами мідних монет, які були знайдені на Шинанському кораблі, що затонув біля корейського узбережжя. Це говорить про те, що купці витратили більшу частину своїх грошей на закупівлю товарів у Південно-Східній Азії. На борту було 2001 черепашок каурі, які, можливо, були отримані в Південній Азії або на острові Хайнань.
Основним вантажем корабля була деревина ладану, близько 2400 кг якого було знайдено в 12 із 13 відсіків корабля. Були також невеликі кількості різноманітних цінних товарів: п'ять «китайських літрів» (шень) чорного перцю, амбра (яка, згідно з хімічними дослідженнями, походила з Сомалі), 6,3 гр ладану (можливо, з арабських земель), майже 4 кг ртуті, невелика кількість «драконячої крови» і гематиту, а також один панцир черепахи.

## Експозиція
Корабель зберігається в Морському музеї Цюаньчжоу, де є спеціальна «Виставка стародавніх кораблів затоки Цюаньчжоу», присвячена цьому судну та кільком іншим суднам, виявленим за подібних обставин. Експозиція розташована в спеціальному павільйоні на території храму Кайюань в Цюаньчжоу. В експозиції також є сучасна модель корабля, як він мав виглядати за часів експлуатації.